# An Lục
An Lục (tiếng Trung: 安陆市; bính âm: Ānlù shì) là một thành phố cấp huyện thuộc địa cấp thị Hiếu Cảm, tỉnh Hồ Bắc, Trung Quốc.

### Nhai đạo
- Phủ Thành (府城街道)
- Nam Thành (南城街道)

### Trấn
| - Triệu Bằng (赵棚镇) - Lý Điếm (李店镇) - Tuần Điếm (巡店镇) - Đường Lệ (棠棣镇) - Vương Nghĩa Trinh (王义贞镇) | - Lôi Công (雷公镇) - Bột Phán (孛畈镇) - Yên Điếm (烟店镇) - Phục Thủy (洑水镇) |

### Hương
- Trần Điếm (陈店乡)
- Tân Trá (辛榨乡)
- Mộc Tử (木梓乡)
- Tiếp Quan (接官乡)